# Loroum
Le Loroum est une des 45 provinces du Burkina Faso. Elle est située dans la région du Nord.

## Départements

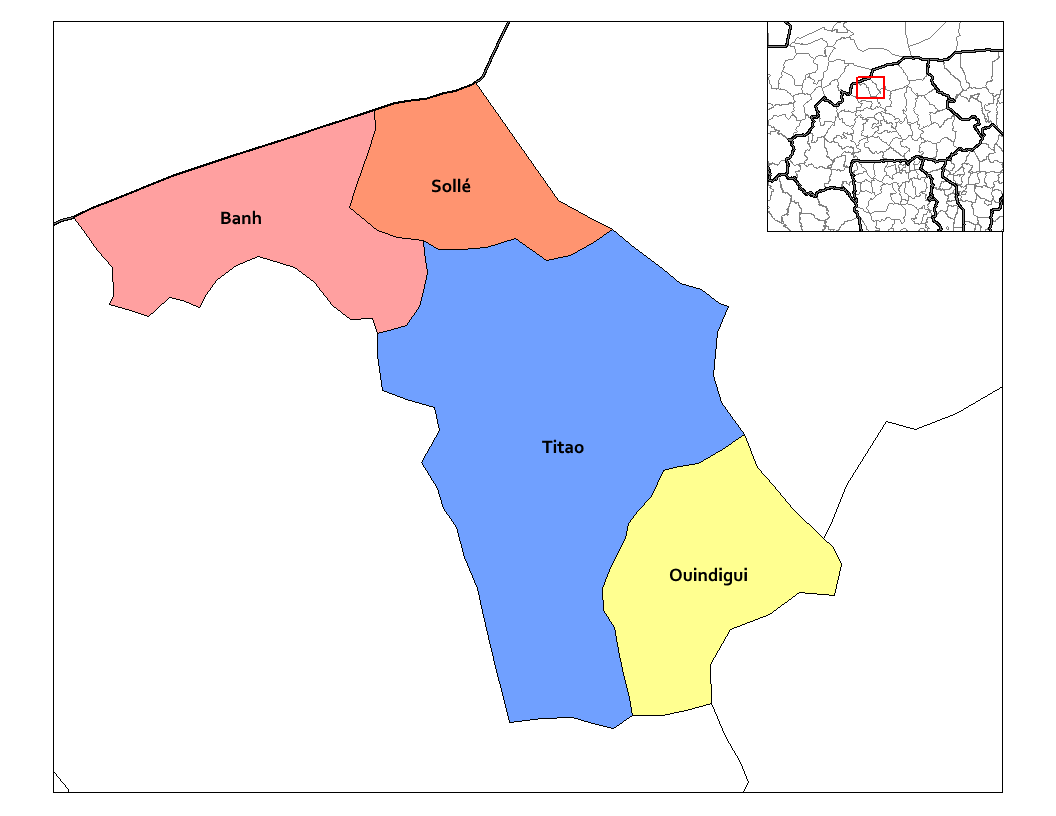
Départements du Loroum.

La province du Loroum comprend 4 départements :
- Banh,
- Ouindigui,
- Sollé,
- Titao.

## Démographie
- 111 707 habitants en 1997
- 142 853 habitants en 2006
- Chef-lieu : Titao (13 976 habitants).

## Villes
- Titao